# 卡尔沃斯德兰丁
卡尔沃斯德兰丁，是西班牙加利西亚自治区奥伦塞省的一个市镇。总面积98平方公里，总人口1240人（2001年），人口密度13人/平方公里。